# Поиск геохимический
Поиск геохимический — теория, объясняющая эффективность геологического поиска полезного ископаемого при помощи химических средств. Существует много моделей в зависимости от способа поиска: гидрогеохимического, биогеохимического, литогеохимического, электрогеохимического и др. Единая теория геохимического поиска объясняет эффективность миграцией повышенного числа катионов к дневной поверхности от любой погребенной аномалии, месторождения, в результате разницы потенциалов между атмосферой и литосферой. Поэтому наиболее эффективно при любом способе поиска исследовать электроподвижную форму индикатора. В области гипергенеза аномалия постоянно разрушается, поэтому необходимо вести поиск не по абсолютным значениям концентрации элемента, а по соотношениям элементов индикаторов, мультипликативным коэффициентам.